# Vågan
Vågan je občina v administrativni regiji Nordland na Norveškem.
- Vågan
- Gimsøystraumen
- Henningsvær
- Kabelvåg
- Kabelvåg kirke
- Sildpollnes
- Svolvær
- Raftsund
- Digermulen

1. ↑  »Forskrift om målvedtak i kommunar og fylkeskommunar« (v norveščini). Lovdata.no.